# HD 156768
Désignations
HD 156768 est une étoile double de la constellation de l'Autel, avec une magnitude apparente combinée de 5,86. Le composant le plus brillant est une étoile géante ou supergéante brillante de 6e magnitude avec un type spectral de G8Ib/II. L'autre compagnon est de magnitude 9,6 le long d'un angle de position de 184°.